# البيزو التشيلي (1817–1960)
كان البيزو التشيلي (الرمز: $) هو العملة القانونية لتشيلي من عام 1817 حتى عام 1960 عندما استبدل بالإسكودو وهي العملة التي استبدلت في عام 1975 بالبيزو الجديد.
تأسس في عام 1817 تزامناً مع استقلال البلاد وفي عام 1851 تأسس النظام العشري بالبيزو والذي كان يتكون من 100 سنتافو. ظلت العملة القانونية في تشيلي حتى الأول من يناير عام 1960 عندما ستبدل ت بالإسكودو. صنعتها دار سك العملة التشيلية (1743) ونظمها البنك المركزي التشيلي (1925) المسؤول عن التحكم في كمية الأموال المتداولة.

## التاريخ
مع أن اعتماد البيزو ليحل محل الريال الإسباني يعود إلى عام 1817 إلا أنه مع بداية فترة الوطن الجديد استمر استخدام نظام العملة الإسباني حيث كان 8 ريالات تساوي 1 بيزو و2 بيزو تساوي 1 إسكودو. في عام 1835 قُدمت العملات النحاسية المقومة بالسنتافو ولكن لم يتوقف إصدار العملات من فئتي الريال والإسكودو إلا في عام 1851 وبدأت إصدارات جديدة بالسنتافو والدييزموس (بقيمة 10 سنتافو). استمرت عادة استخدام النظام النقدي الإسباني القديم في تشيلي حتى 9 يناير 1851عندما إعتمد النظام العشري بالقانون حيث كان البيزو الواحد يتكون من 10 دييزموس أو 100 سنتافو.
وفي عام 1851، حُددت قيمة البيزو بخمسة فرنكات فرنسية أو 22.5 جرامًا من الفضة الخالصة. ومع ذلك أُصدرت العملات الذهبية بمعيار مختلف عن المعيار المستخدم في فرنسا حيث كان البيزو الواحد يعادل 1.37 جرام من الذهب (5 فرنكات تعادل 1.45 جرام من الذهب). اعتمد معيار الذهب في عام 1885 حيث ربط البيزو بالجنيه الإسترليني البريطاني بمعدل 13 + 1⁄3 بيزو= 1 جنيه إسترليني (1 بيزو =1 شلن و6 بنسات)؛ وقد خفض هذا المعدل في عام 1926 إلى 40 بيزو =1 جنيه إسترليني (1 بيزو =6 بنسات).
في عام 1925 أصبح تداول النقود تحت سيطرة البنك المركزي التشيلي الذي تم إنشاؤه حديثًا. نص قانون النقد المنشور في الجريدة الرسمية بتاريخ 16 سبتمبر من ذلك العام على أن البيزو يحتوي على 6 بنسات من الذهب وأن 10 وحدات بيزو ستشكل "كوندورًا واحدًا" كما تقرر أن كل عملة معدنية بقيمة 10 بيزو أو أكثر ستحمل قيمتها بالبيزو مختومة بأحرف وأرقام وما يعادلها من الكوندور بأحرف أصغر.
بدءًا من عام 1932 بدأت قيمة البيزو في الانخفاض تدريجيًا وبحلول أربعينيات القرن العشرين بدأ التضخم في الارتفاع بسرعة ونتيجة لذلك نص القانون رقم 11885 الصادر في 15 سبتمبر 1955 على أنه ستسدد جميع الالتزامات بالبيزو بالكامل دون سنتات.
في سياق سياسة التطهير الاقتصادي الوطني والسيطرة على التضخم التي انتهجتها حكومة خورخي أليساندري بين عامي 1960 و1975 استبدل البيزو بالإسكودو (إيº). كان سعر التحويل 1000 بيزو مقابل 1 إسكودو.

## العملات معدنية
بين عامي 1817 و 1851 إصدار العملات الفضية من فئة 1⁄4,   و 1 و 2 ريالات و 1 بيزو (مقومة أيضا بـ 8 ريالات) ، مع عملات ذهبية لـ 1 و 2 و 4 و 8 إسكودو. في عام 1835 ، النحاس   وتم إصدار 1 عملات سنتافو. تم تقديم عملة عشرية كاملة بين عامي 1851 و 1853 ، تتكون من النحاس   و 1 سنتافو ، فضي   و 1 د أوشيمو (5 و 10 سنتافو) ، 20 و 50 سنتافو ، و 1 بيزو ، والذهب 5 و 10 بيزو. في عام 1860 ، تم تقديم عملات ذهبية 1 بيزو ، تليها كوبرونيكل  ، 1 و 2 سنتافو بين عامي 1870 و 1871. أعيد تقديم العملات النحاسية لهذه الفئات بين عامي 1878 و 1883 ، بالنحاس 21⁄2 وأضاف سنتافوس في عام 1886. تم تقديم عملة ذهبية جديدة في عام 1895 ، مما يعكس المعيار الذهبي المنخفض ، مع عملات معدنية مقابل 2 و 5 و 10 و 20 بيزو. في عام 1896 ،   و 1 د أوشيمو تم استبدالها بـ 5 و 10 عملات سنتافو.
في عام 1907 قدمت عملة فضية قصيرة العمر بقيمة 40 سنتافو بعد توقف إنتاج عملة 50 سنتافو. في عام 1919 أصدرت آخر العملات النحاسية (1 و2 سنتافو). في العام التالي أستبدلت النيكل النحاسي بالفضة في العملات المعدنية من فئة 5 و10 و20 سنتافو. طرحت العملة الذهبية النهائية في عام 1926 في فئات 20 و50 و100 بيزو. في عام 1927 اصدرت عملات فضية بقيمة 2 و 5 بيزو. قدمت عملات النيكل النحاسية بقيمة 1 بيزو في عام 1933 لتحل محل آخر العملات الفضية. في عام 1942 أدخلت العملات النحاسية من فئة 20 و50 سنتافو و1 بيزو. صدرت آخر العملات المعدنية من فئة البيزو الأول بين عامي 1954 و1959. كانت هذه ألومنيوم 1 و5 و10 بيزو.
سكت عملات ذهبية من السبائك بقيمة اسمية قدرها 100 بيزو بين عامي 1932 و1980 (أي أنها نجت في فترات عملتين لاحقتين). بالإضافة إلى ذلك كان هناك إصدار خاص من العملات الذهبية (100 و200 و500 بيزو) في عام 1968.
كما أن العملات المعدنية الصادرة بقيم 5 و10 بيزو من عام 1956 فصاعدًا بالإضافة إلى العملات المعدنية من فئة 20 و50 و100 بيزو الصادرة من عام 1925 إلى عام 1980 (متجاوزة صلاحية هذا المعيار النقدي بعشرين عامًا) تحقق أيضًا مثل هذا التكافؤ في الكوندور حيث بلغ 10 بيزو لكل كوندور.

## الأوراق النقدية
أصدرت أول عملة ورقية في تشيلي بين عامي 1840 و1844 من قبل خزانة مقاطعة فالديفيا في فئات 4 و8 ريالات. في سبعينيات القرن التاسع عشر بدأ عدد من البنوك الخاصة في إصدار النقود الورقية بما في ذلك بانكو أجريكولا وبانكو دي لا أليانزا وبانكو دي كونسيبسيون وبانكو كونسوليدادو دي تشيلي وبانكو دي إيه إدواردز واي سيا وبانكو دي إسكوبار و أوسا وسيا وبانكو موبيلياريو وبانكو ناسيونال دي شيلي وبانكو ديل بوبر وبانكو سود أمريكانو وبانكو ديل سور وبانكو دي لا يونيون وبانكو دي فالبارايسو . وتبعهم آخرون في ثمانينيات وتسعينيات القرن التاسع عشر. تشمل الفئات 1و2 و5 و10و20 و50 و100 و500 بيزو. بنك واحد، بنك أ. إدواردز وسيا كما أصدرت أيضًا أوراقًا نقدية مقومة بالجنيه الإسترليني ( ليبرا استرليني ).
في عام 1881 أصدرت الحكومة أوراق نقدية قابلة للتحويل إلى فضة أو ذهب بفئات 1و2 و5 و10 و20 و50 و100 و1000 بيزو. تمت إضافة أوراق نقدية بقيمة 50 سنتافو في عام 1891 و500 بيزو في عام 1912. في عام 1898، أصدرت الحكومة إصدارات مؤقتة تتكون من أوراق نقدية خاصة مطبوعة عليها عبارة "الانبعاثات المالية". وقد مثل هذا نهاية إنتاج النقود الورقية الخاصة.
في عام 1925 بدأ البنك المركزي التشيلي بإصدار الأوراق النقدية. كانت العملات الأولى من فئات 5 و10 و50 و100 و1000 بيزو مطبوعة على أوراق نقدية حكومية. في عام 1927 صدرت أوراق نقدية تحمل علامة "الإقامة المؤقتة" بفئات 5 و10 و50 و100 و500 و1000 بيزو. قدمت العملات العادية بين عامي 1931 و1933 في فئات 1 و5 و10 و20 و50 و100 و500 و1000و 5000 و10000 بيزو. توقف إنتاج الأوراق النقدية من فئة 1 و20 بيزو في عامي 1943 و1947 على التوالي. استمرت الفئات المتبقية في الإنتاج حتى عام 1959 مع إضافة ورقة نقدية بقيمة 50 ألف بيزو في عام 1958.
تظهر الأوراق النقدية الصادرة بعد عام 1925 التكافؤ بالكوندور والذي كان بمعدل 10 بيزو لكل كوندور. وفيما يلي الأوراق النقدية الصادرة منذ عام 1932: